# Vörös éger
A vörös éger (Alnus rubra) a nyírfafélék (Betulaceae) családjába és az éger (Alnus) nemzetségébe tartozó növényfaj.

## Származási helye
Észak-Amerika nyugati része.Hegyvidéki és tengermelléki folyópartok, valamint kanyonok az élőhelye.

## Leírása
Terebélyes, kúpos 15 m magas lombhullató fafaj. Kérge világosszürke, érdes, szemölcsös.
Levelei tojásdadok vagy elliptikusak, 7,5 cm szélesek, 10 cm-mél is hosszabbak. Elkeskenyedő vállúak, kétszeresen fogazott szélűek, hegyes csúcsúak. Felszínük sötétzöld és sima, molyhos fonákjuk az ereket kivéve kékeszöld és kopasz lesz.
Virágai a lecsüngő narancssárga porzós barkák 15 cm-esek, míg a termősek aprók, pirosak és felállók.
Kora tavasszal nyílnak.
Termése fás, 2,5 cm-es tobozka.

## Képek

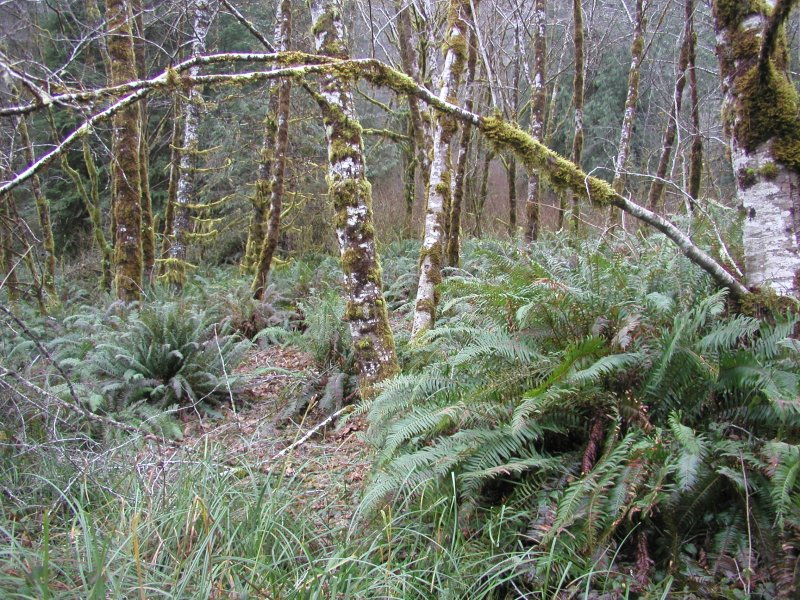
Termőhelyén, egy oregoni tengerparti erdőben
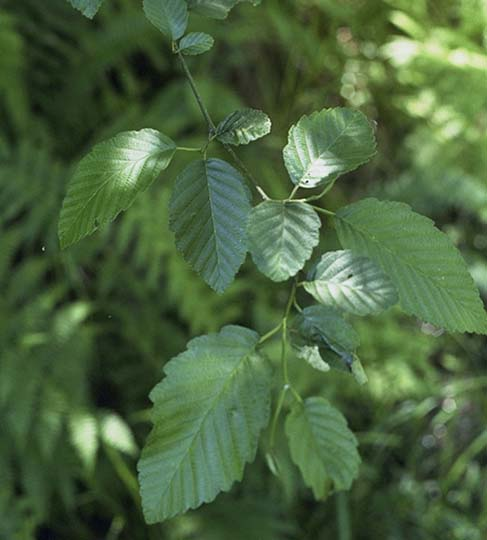
Levelei
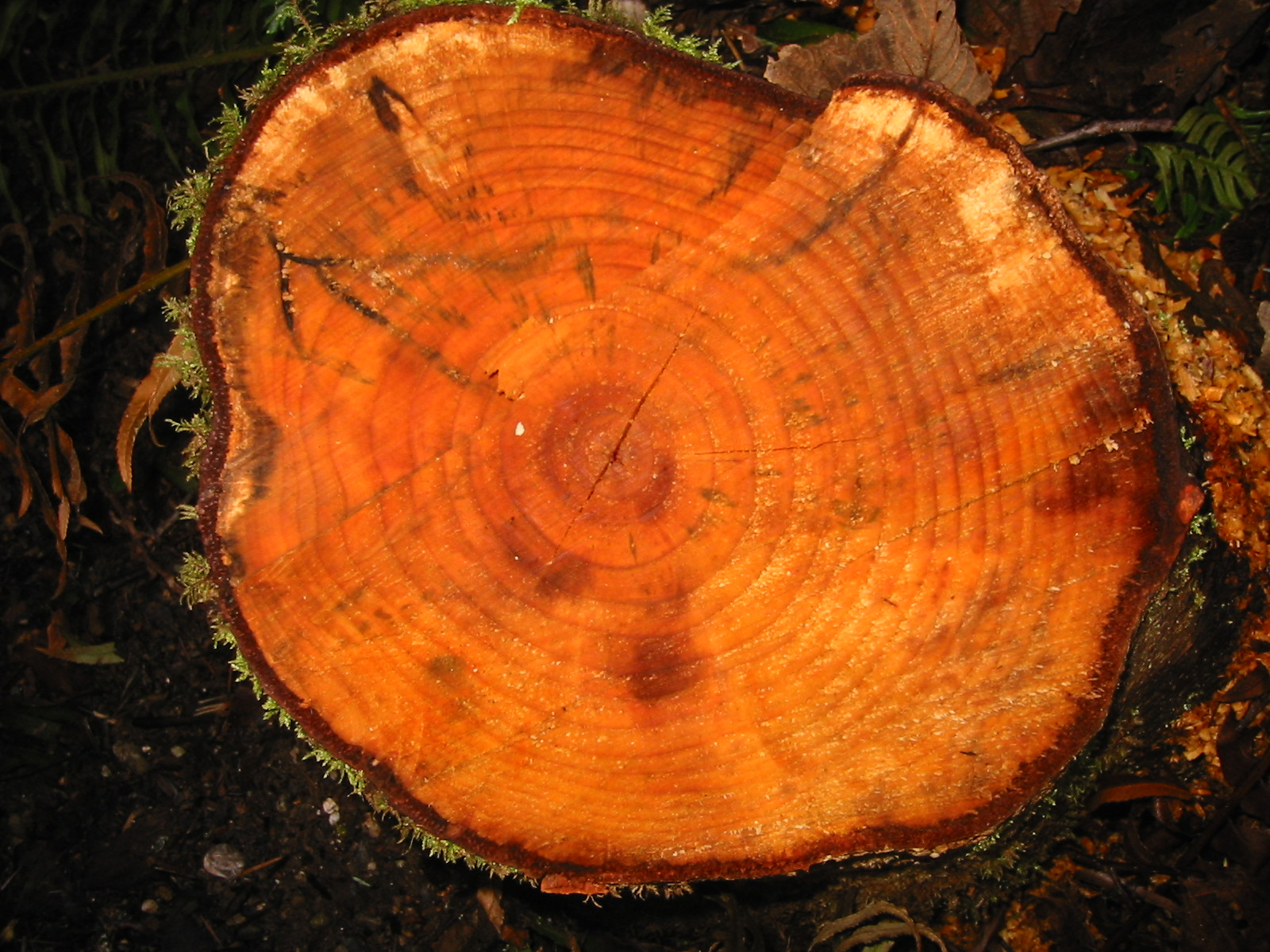
Fája
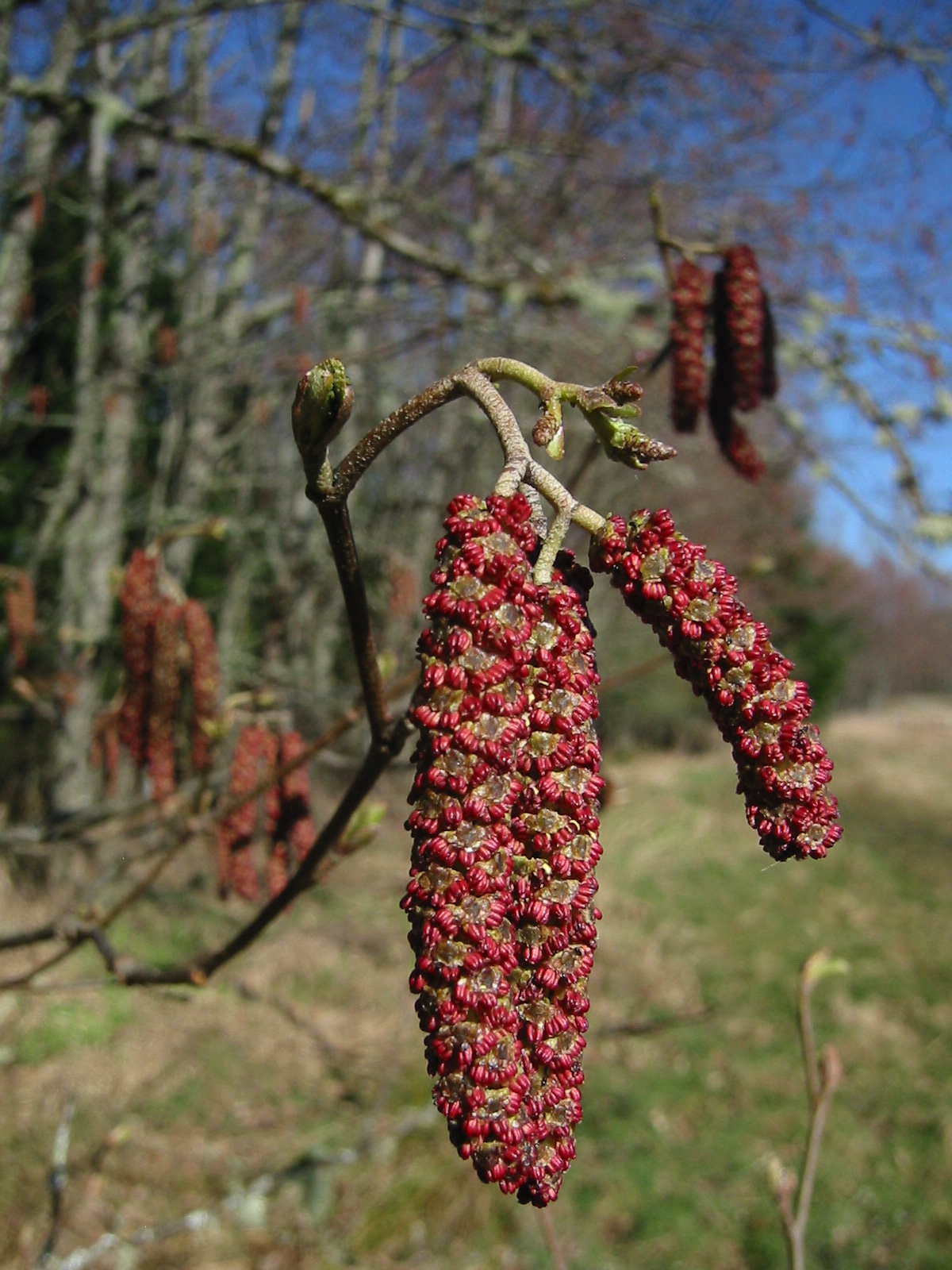
Barkái
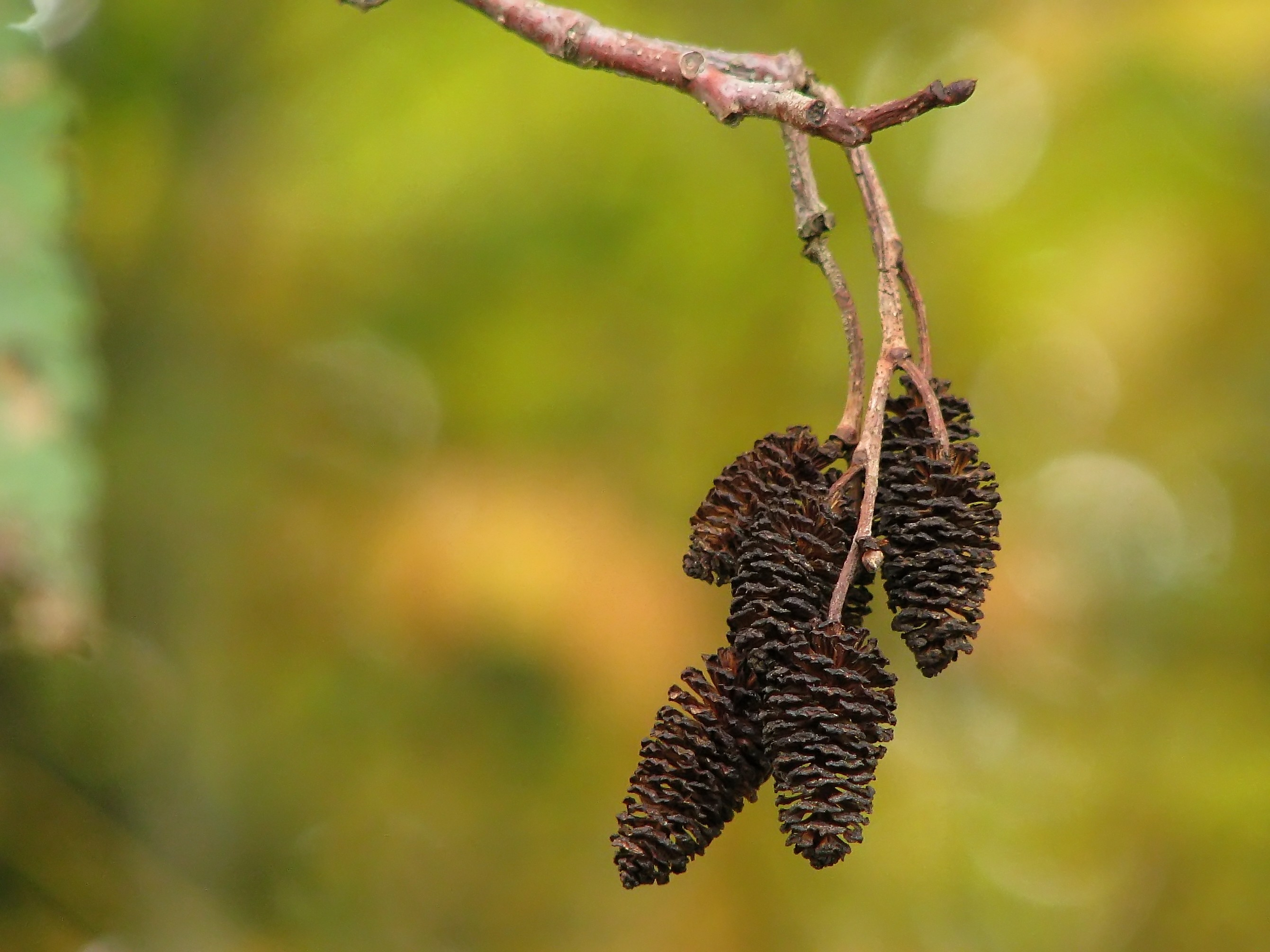
Termése
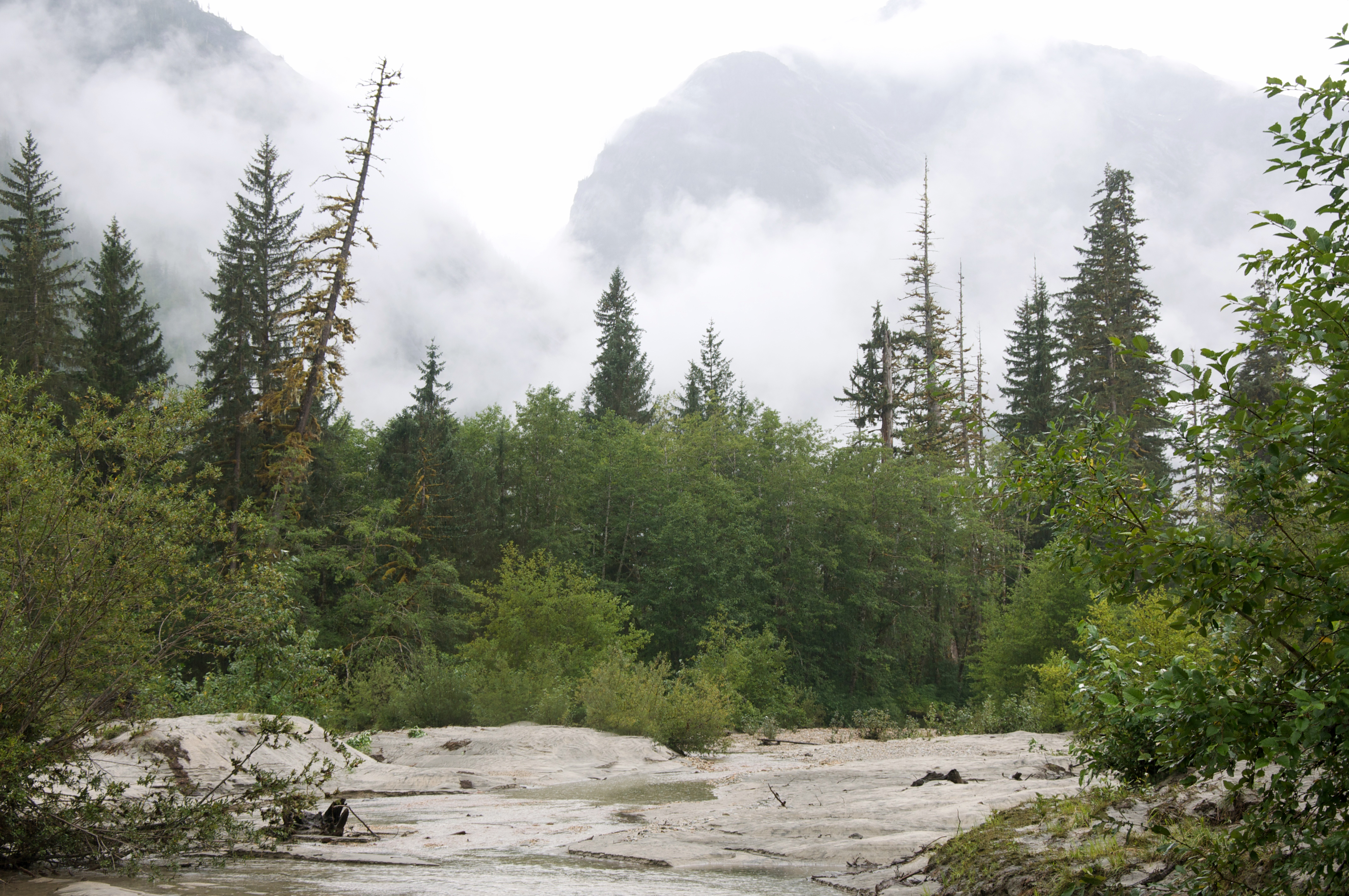
Folyóparton
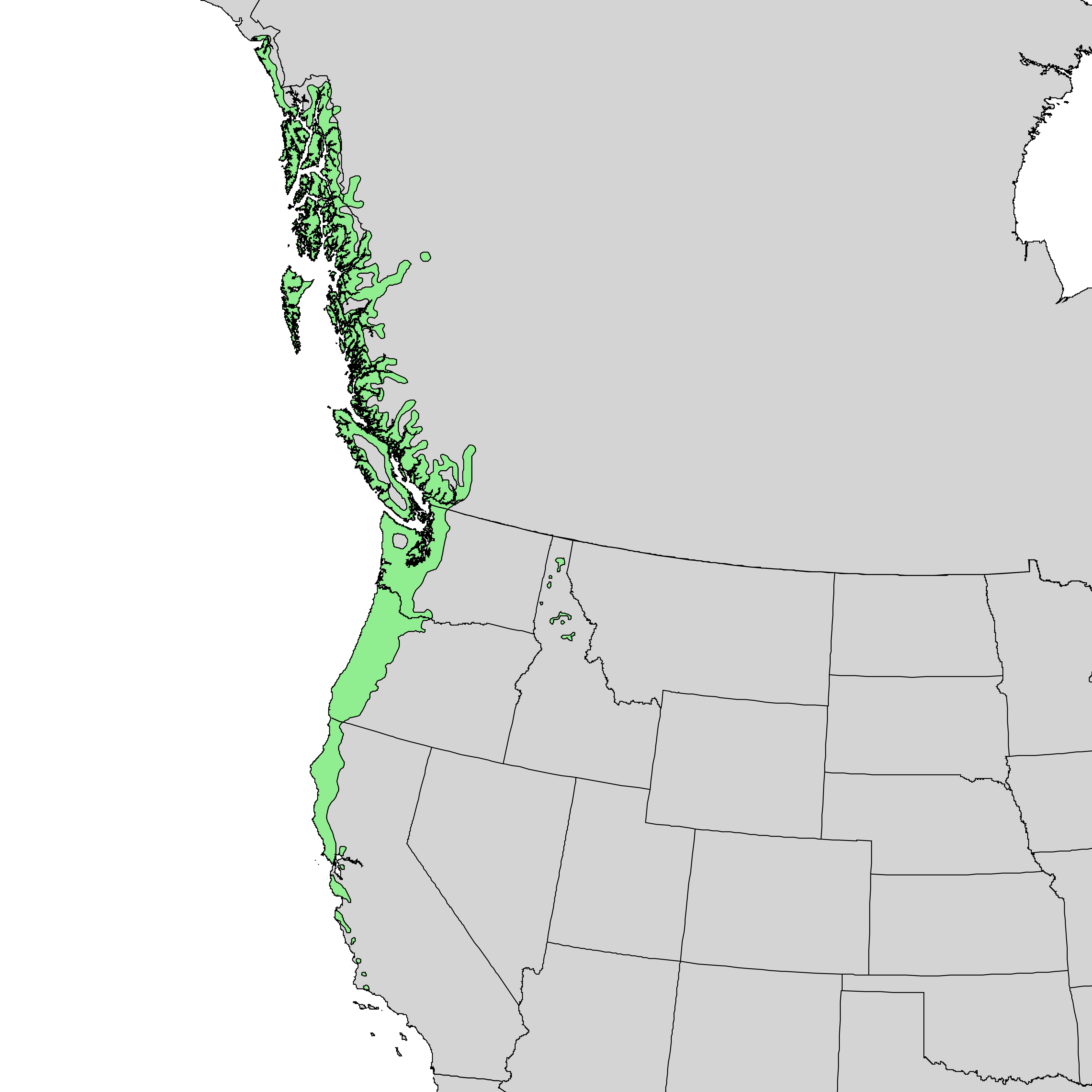
Elterjedése
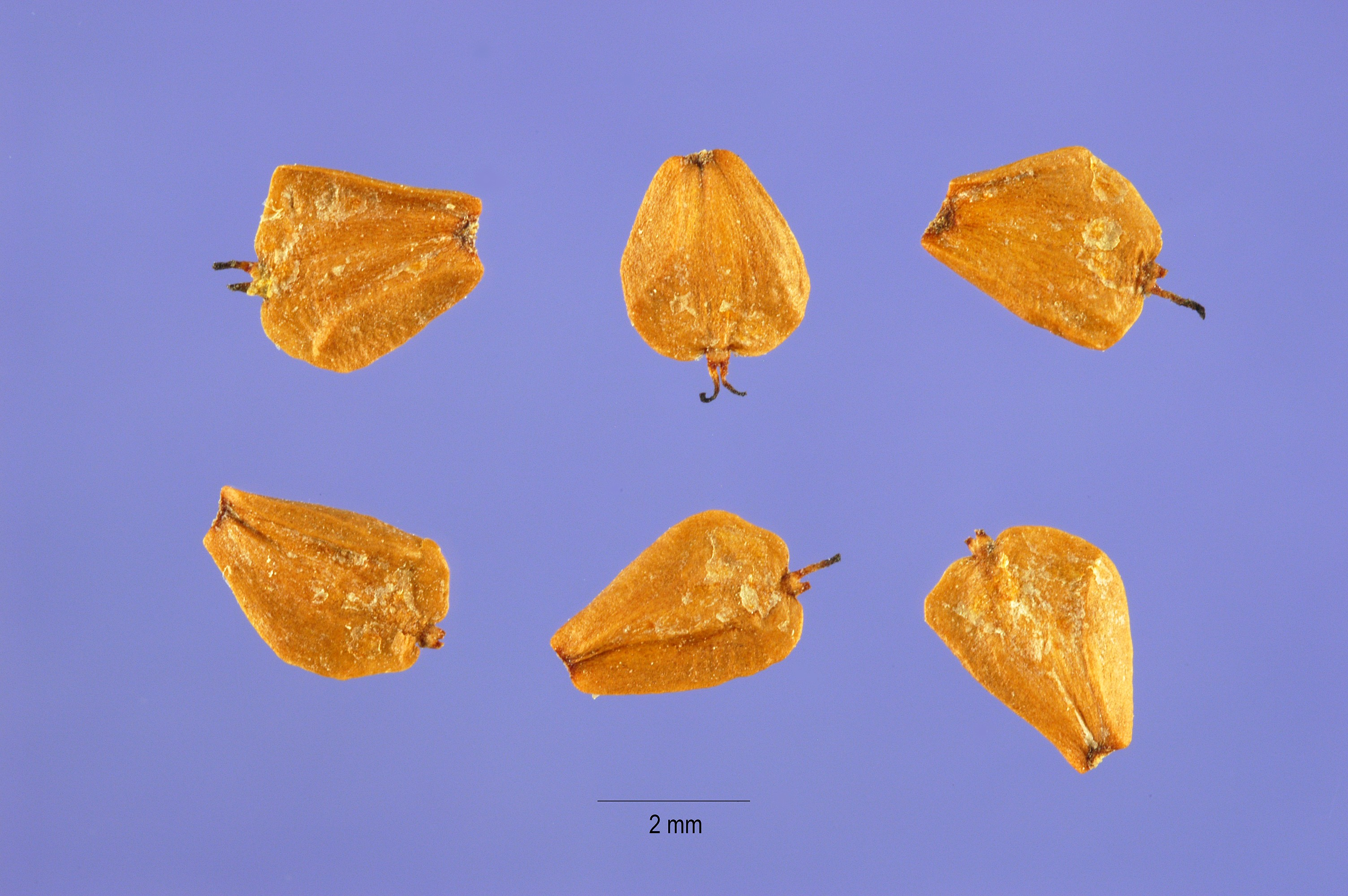
Magok